# Shighnan (district)
Shighnan est un district de la province de Badakhshan en Afghanistan. Sa population est estimée à 27 750 habitants.